# 北村祝
北村 祝（きたむら しゅう、1996年5月9日 - ）は、日本と香港のサッカー選手。ポジションはMF。

## クラブ歴
九龍生まれ。2007年に傑志体育会の下部組織に加入。2012年にIMGアカデミーに移り渡米すると、ノックス大学、マサチューセッツ大学ローウェル校に在籍した。2017年にモジミリンECの下部組織に加入するが、経済的な問題から半年で退団。
同年、東方足球隊の練習に参加、プレシーズンマッチでムアントン・ユナイテッドFC、アーミー・ユナイテッドFCと対戦する事になったが、22歳以下の選手を少なくとも2人ピッチ上に送る必要があったため、21歳の彼は2年のプロ契約を締結した。しかし加入後に負傷したため、東方ではリーグでの出番がなかった。
2018年に夢想FCに移籍。しかし1年で退団した。
2020年1月10日に香港流浪足球会に加入。

## 家族
香港生まれであるが、両親はともに日本人。イギリス系の学校に通っていたが、簡単な広東語でコミュニケーションを取る事も出来る。
好きなクラブはリヴァプールFCで、憧れの選手としてリヴァプールのレジェンドであるスティーヴン・ジェラードの他、福田健二の名もあげている。